# Кубок СРСР з футболу 1951
Кубок СРСР з футболу 1951 — 12-й розіграш кубкового футбольного турніру в СРСР, який відбувся в серпні-жовтні 1951 року. Володарем Кубка втретє став ЦБЧА (Москва).

## Перший раунд
| Команда 1            | Рахунок  | Команда 2          |
| -------------------- | -------- | ------------------ |
| Спартак (Москва)     | 3 – 1    | БО (Новосибірськ)  |
| Металург (Запоріжжя) | 1 – 0    | Динамо (Мінськ)    |
| Інкарас (Каунас)     | 0 – 3 дч | Локомотив (Москва) |
| Динамо (Фрунзе)      | 2 – 4 дч | БО (Ташкент)       |
| ВПС-2 (Москва)       | 2 – 6 дч | Спартак (Ужгород)  |
| Динамо (Сталінабад)  | 4 – 0    | БО (Сталінабад)    |

## Другий раунд
| Команда 1                   | Рахунок  | Команда 2                     |
| --------------------------- | -------- | ----------------------------- |
| Труд (Тбілісі)              | [ 1 ]    | Трудові резерви (Фрунзе)      |
| Шахтар (Сталіне)            | 3 – 2    | Спартак (Ашхабад)             |
| БО (Рига)                   | 1 – 0    | Динамо (Алма-Ата)             |
| Червоний Прапор (Кишинів)   | 0 – 1    | К-да міста Калініна           |
| Інфізкульт (Ленінград)      | 0 – 1 дч | Торпедо (Москва)              |
| Динамо-2 (Алма-Ата)         | 2 – 4    | Динамо (Ленінград)            |
| Будівельник (Ленінакан)     | 1 – 2 дч | Динамо (Єреван)               |
| ОБО (Мінськ)                | 1 – 2    | ВПС (Москва)                  |
| Завод ім. Будьонного (Баку) | 0 – 4    | Локомотив (Харків)            |
| Локомотив (Петрозаводськ)   | 0 – 11   | Динамо (Тбілісі)              |
| КБФ (Таллінн)               | 3 – 0    | Червона Зірка (Петрозаводськ) |
| Спартак (Москва)            | 5 – 1    | Спартак (Ужгород)             |
| Металург (Запоріжжя)        | 4 – 0    | Локомотив (Москва)            |
| Локомотив (Мари)            | 0 – 4    | БО (Ташкент)                  |
| Крила Рад (Ташкент)         | 3 – 1    | Динамо (Сталінабад)           |

## Третій раунд
| Команда 1                 | Рахунок  | Команда 2            |
| ------------------------- | -------- | -------------------- |
| Нафтовик (Баку)           | 0 – 2    | Даугава (Рига)       |
| Червоний Прапор (Іваново) | 3 – 1    | Буревісник (Кишинів) |
| Торпедо (Горький)         | 3 – 2 дч | Спартак (Тбілісі)    |
| ЦБРА (Москва)             | 5 – 0    | ВМС (Москва)         |
| Крила Рад (Куйбишев)      | 2 – 0    | Торпедо (Москва)     |
| Калев (Таллінн)           | 0 – 1    | Спартак (Вільнюс)    |
| Динамо (Єреван)           | 2 – 1    | БО (Рига)            |
| Динамо (Ленінград)        | 0 – 1    | К-да міста Калініна  |
| ВПС (Москва)              | 5 – 1    | Динамо (Тбілісі)     |
| Локомотив (Харків)        | 1 – 3    | Шахтар (Сталіне)     |
| Труд (Тбілісі)            | 4 – 0    | КБФ (Таллінн)        |
| Торпедо (Сталінград)      | 0 – 2    | Зеніт (Ленінград)    |
| Спартак (Москва)          | 8 – 2    | БО (Ташкент)         |
| Металург (Запоріжжя)      | 9 – 2    | Крила Рад (Ташкент)  |

## 1/8 фіналу
| Команда 1            | Рахунок  | Команда 2                 |
| -------------------- | -------- | ------------------------- |
| Даугава (Рига)       | 3 – 2    | Червоний Прапор (Іваново) |
| ЦБРА (Москва)        | 4 – 3    | Торпедо (Горький)         |
| Крила Рад (Куйбишев) | 2 – 0    | Спартак (Вільнюс)         |
| К-да міста Калініна  | 2 – 1    | Динамо (Єреван)           |
| ВПС (Москва)         | 3 – 1 дч | Труд (Тбілісі)            |
| Спартак (Москва)     | 1 – 0    | Динамо (Київ)             |
| Динамо (Москва)      | 5 – 1    | Металург (Запоріжжя)      |
| Шахтар (Сталіне)     | 3 – 1    | Зеніт (Ленінград)         |

## 1/4 фіналу
| Команда 1        | Рахунок  | Команда 2            |
| ---------------- | -------- | -------------------- |
| Шахтар (Сталіне) | 2 – 1    | Даугава (Рига)       |
| ВПС (Москва)     | 3 – 2 дч | Спартак (Москва)     |
| Динамо (Москва)  | 1 – 4    | К-да міста Калініна  |
| ЦБРА (Москва)    | 4 – 1    | Крила Рад (Куйбишев) |

## Півфінали
| Команда 1           | Рахунок | Команда 2        |
| ------------------- | ------- | ---------------- |
| К-да міста Калініна | 1 – 0   | Шахтар (Сталіне) |
| ЦБРА (Москва)       | 1 – 0   | ВПС (Москва)     |

## Фінал
| 14 жовтня 1951 |

| ЦБРА (Москва)              | 2 – 1 | К-да міста Калініна |
| -------------------------- | ----- | ------------------- |
| Соловйов 37' Коверзнєв 41' | Звіт  | Яковлєв 43'         |

| «Динамо» (Москва) Глядачів: 70 000 Арбітр: Микола Латишев (Москва) |